# Sospel
Sospel es una comuna francesa situada en el departamento de Alpes Marítimos, en la región de Provenza-Alpes-Costa Azul.

## Demografía
| 2321 | 2582 | 1828 | 2171 | 2592 | 2885 | 3803 |
| Para los censos de 1962 a 1999 la población legal corresponde a la población sin duplicidades (Fuente: INSEE [Consultar]) |      |      |      |      |      |      |